# Luísa Cruz
Luísa Cruz (Maria Luísa Paiva Figueiredo da Cruz, 6 de março de 1962) é uma actriz portuguesa.

## Carreira
Licenciada em Teatro e Cinema pelo Conservatório Nacional de Lisboa, Luísa Cruz iniciou a sua carreira com a peça Pílades, em 1985. Em 1989, Cruz conquistou seus primeiros prêmios: foi laureada pela revista O Actor como Melhor Jovem Atriz pelo semanário Se7e como Atriz Revelação.

### Teatro
No teatro, atuou em diversas óperas, porém também destaca-se ao cantar fado. Em março de 2005, lançou o disco Quando Lisboa Anoitece, produzido em parceria com o pianista Jeff Cohen.

### Cinema
No cinema, Cruz participou no Filme do Desassossego, de João Botelho, Veneno Cura, de Raquel Freire, Os Mutantes, de Teresa Villaverde, e Ao Sul, de Fernando Matos Silva.
- Filme do Desassossego (2010)
- Podia Ter Esperado por Agosto - Fernanda (2024)

### Televisão
Em televisão, atuou em numerosas telenovelas e séries, tais como Espírito Indomável, Morangos com Açúcar, Rainha das Flores, Nazaré, entre outras.
| Ano         | Projeto                  | Papel                                 | Notas                 | Canal |
| ----------- | ------------------------ | ------------------------------------- | --------------------- | ----- |
| 1988        | Duarte e Companhia       | —                                     |                       | RTP1  |
| 1989        | Rua Sésamo               |                                       |                       | RTP1  |
| 1994        | Fé, Esperança e Caridade | Elisabete                             |                       | RTP1  |
| 1994        | Ideias Com História      | Mariana Alcoforado                    | Participação Especial | RTP1  |
| 1996        | Sai da Minha Vida        | —                                     |                       | SIC   |
| 1999        | O Fura-Vidas             | —                                     | Elenco Adicional      | SIC   |
| 1999 - 2000 | Clube dos Campeões       | Diana Pomboe                          | Elenco Principal      | SIC   |
| 2000        | Cruzamentos              | Teresa                                | Elenco Principal      | RTP1  |
| 2001        | Segredo de justiça       | —                                     | Elenco Adicional      | RTP1  |
| 2001        | Elsa, Uma Mulher Assim   | Elsa                                  | Protagonista          | RTP1  |
| 2001 - 2002 | A Senhora das Águas      | Mercês Costa Almeida Vargas das Neves | Protagonista          | RTP1  |
| 2005        | Câmara Café              | Frida Ludendorff                      | Elenco Principal      | RTP1  |
| 2005 - 2006 | Mundo Meu                | Alice Batalha                         | Elenco Adicional      | TVI   |
| 2006 - 2007 | Doce Fugitiva            | Irmã Benedita                         | Elenco Principal      | TVI   |
| 2007 - 2008 | Resistirei               | Glória Tavares                        | Elenco Principal      | SIC   |
| 2008        | Regresso a Sizalinda     | Clara                                 | Elenco Principal      | RTP1  |
| 2008        | Liberdade 21             | Antónia                               | Elenco Principal      | RTP1  |
| 2008 - 2009 | Olhos nos Olhos          | Rute Santos Oliveira                  | Elenco Principal      | TVI   |
| 2009 - 2010 | Sentimentos              | Margarida Coutinho                    | Elenco Principal      | TVI   |
| 2010        | Regresso a Sizalinda     | Clara                                 | Elenco Principal      | TVI   |
| 2010 - 2011 | Espírito Indomável       | Mariana Meireles                      | Elenco Principal      | TVI   |
| 2011        | Anjo Meu                 | Concha                                | Participação Especial | TVI   |
| 2011 - 2012 | Morangos com Açúcar      | Dulce Machado                         | Elenco Principal      | TVI   |
| 2012 - 2013 | Doida por Ti             | Maria do Carmo                        | Elenco Principal      | TVI   |
| 2013 - 2014 | Belmonte                 | Susana Marques                        | Elenco Principal      | TVI   |
| 2015 - 2016 | Santa Bárbara            | Constança Benedita Monte Claro Viegas | Elenco Principal      | TVI   |
| 2015 - 2016 | Os Nossos Dias           | Emília Castilho                       | Protagonista          | RTP1  |
| 2016        | Donos Disto Tudo         | Vários Papéis                         | Atriz Convidada       | RTP1  |
| 2016        | Dentro                   | Diretora Glória Azevedo               | Elenco Principal      | RTP1  |
| 2017        | Rainha das Flores        | Anita Bacelar                         | Elenco Adicional      | SIC   |
| 2017 - 2018 | Espelho d'Água           | Sara Vidigal                          | Antagonista           | SIC   |
| 2018 - 2019 | Vidas Opostas            | Ela Própria                           | Direção de Elenco     | SIC   |
| 2019 - 2020 | Nazaré                   | Glória Silva                          | Elenco Principal      | SIC   |
| 2021 - 2022 | Amor Amor                | Ângela Maria da Silva Pinto           | Antagonista           | SIC   |
| 2022        | Lua de Mel               | Ângela Maria da Silva Pinto           | Antagonista           | SIC   |
| 2023 - 2024 | Flor sem Tempo           | Cremilde Mosquito                     | Elenco Principal      | SIC   |
| 2024 - 2025 | A Promessa               | Soraia Oliveira Pimenta               | Elenco Principal      | SIC   |
| 2025        | Vitória                  | Carolina Mendonça                     | Antagonista           | SIC   |

### Streaming
| Ano  | Projeto       | Papel     | Notas             | Canal   |
| ---- | ------------- | --------- | ----------------- | ------- |
| 2023 | Rabo de Peixe | Valentina | Elenco recorrente | Netflix |